# Liste der Monuments historiques in Courpignac
Die Liste der Monuments historiques in Courpignac führt die Monuments historiques in der französischen Gemeinde Courpignac auf.

## Liste der Objekte
Zum Verständnis siehe: Kirchenausstattung
| Bezeichnung             | Beschreibung                              | Standort                       | Kennzeichnung | Schutzstatus | Datum | Bild |
| ----------------------- | ----------------------------------------- | ------------------------------ | ------------- | ------------ | ----- | ---- |
| Taufbecken              | Romanisches Taufbecken, Stein             | in der Kirche St-Pierre (Lage) | PM17000093    | Classé       | 1966  |      |
| Gemälde Maria Magdalena | Ölgemälde mit Holzrahmen, 19. Jahrhundert | in der Kirche St-Pierre (Lage) | PM17001969    | Inscrit      | 2003  |      |